# Les Vignes
Les Vignes (okzitanisch Las Vinhas) ist eine ehemalige französische Gemeinde mit 80 Einwohnern (Stand: 1. Januar 2022) im Département Lozère in der Region Okzitanien.
Les Vignes wurde mit Wirkung vom 1. Januar 2017 mit den Gemeinden Le Massegros, Le Recoux, Saint-Georges-de-Lévéjac und Saint-Rome-de-Dolan zu einer Commune nouvelle mit dem Namen Massegros Causses Gorges zusammengeschlossen, wo sie seither über den Status einer Commune déléguée verfügt.

## Geografie
Les Vignes ist eine touristisch geprägte Ortschaft in den Gorges du Tarn. 

## Bevölkerungsentwicklung
| 1962 | 1968 | 1975 | 1982 | 1990 | 1999 |
| ---- | ---- | ---- | ---- | ---- | ---- |
| 177  | 167  | 113  | 107  | 103  | 118  |